# NK Slavonac Stari Perkovci
NK Slavonac ist ein kroatischer Fußballverein aus der Gemeinde Stari Perkovci.
Diese liegt in Slawonien in der Nähe von Vrpolje an der Hauptstrecke von der Autobahn A5, der E73 Richtung Osijek.

## Geschichte
Nach der Gründung des Vereins im Jahre 1950 blieb er bis in die zweite Hälfte der Neunzigerjahre des 20. Jahrhunderts unterklassig. 
Nach dem Bau des Stadions begann ein rasanter Aufstieg, der bis in die 3. kroatische Liga führte. Nach einer Phase der Stagnation wurde 2007 mit dem Aufstieg in die zweite Liga der größte Erfolg der Vereinsgeschichte gefeiert. Nach dem Rückzug aus der Meisterschaft 2009/10 erfolgte der Zwangsabstieg in die unterste kroatische Spielklasse.

## Stadion
Das Stadion Dobrevo wurde im Jahr 1996 fertiggestellt und 2007 für den Spielbetrieb in der dritten Liga erweitert. Es bietet 1.000 Sitzgelegenheiten sowie weitere Stehplätze.